# Македонска литературна норма
Македонската литературна норма, често наричана македонски език, е официалният език на Република Северна Македония, принадлежащ към южнославянската езикова група, като част от нейната източна подгрупа. Ползва се от около 2 милиона души, от които около милион и 300 хиляди северномакедонци, около 500 хиляди албанци, както и различен брой турци, цигани, сърби, бошняци, власи и други.
Съществуването на самостоятелен „македонски език“ е предмет на езиковедски и политически спорове, често повлиявани от геополитическата конюнктура, която може да отдава предпочитания на едни или други гледни точки през различни периоди. Това е една от причините официалният език на Република Северна Македония да бъде известен под различни имена. Освен вече споменатите, в това число влизат македонска езикова норма, македонска книжовна норма, северномакедонска литературна норма, северномакедонска езикова норма, северномакедонска книжовна норма, македонски литературен език и македонски книжовен език.
Съвременното виждане в българското езикознание е, че „официалният език на Република Северна Македония по своя произход и структурно-типологични характеристики представлява югозападна писмено-регионална норма на българския език“. Тази единна национална научна позиция е представена и аргументирана в 2020 година в труда „За официалния език на Република Северна Македония“ от учени от Института за български език, Кирило-Методиевския научен център, Института за изследване на населението, Института за исторически изследвания и научния архив към Българската академия на науките, факултетите по история и славянски филологии към Софийския университет, историческия факултет на Великотърновския университет и филологическия факултет на Югозападния университет.
В политически план, последната изразена позиция на българското правителство – във връзка с обсъждането на начало на преговори за присъединяване на Северна Македония към Европейския съюз в края на 2020 година – е, че „България ще признае македонския език и македонската идентичност, ако Северна Македония признае, че исторически те произтичат от български основи.“

## История
Основите на т.нар. македонски език, без да е кодифициран, са положени на 2 август 1944 година по време на българско управление във Вардарска Македония (1941 – 1944), когато Антифашисткото събрание за народно освобождение на Македония, което тогава заседава нелегално в анексираната от Царство България зона от Вардарската бановина на бившото Кралство Югославия, взема решение „за въвеждане на македонския език като официален език на македонската държава“. Член № 1 на решението гласи: „В македонската държава като служебен език се въвежда народния македонски език“. В оригиналните документи е използвана фразата „народниот македонски йазик“, тъй като още не са въведени допълнителните букви на съвременната македонска азбука.
През ноември 1944 г. президиумът на АСНОМ създава комисия за език и правопис, която трябва да направи предложение за азбука и правопис новата писмена норма. Езиковата комисия заседава от 27 ноември до 4 декември 1944 година, като предлага за основата на „македонския език“ да се вземат българските диалекти от линията Велес, Прилеп и Битоля, които те наричат „централно наречие“. Комисията прави и конкретно предложение за азбука. Предложението за азбуката е отхвърлено и нелегитимно е свикана втора комисия, която цели да въведе вуковата сръбска азбука. След отхвърлянето на предложението на втората комисия АСНОМ създава трета такава. Азбуката за новосъздадената писмена норма, плод на третата комисия, е приета на 3 май 1945 г., а месец по-късно, на 7 юни, е утвърден и правописът.
През следващите две десетилетия основната задача на македонските лингвисти е внимателно следене на динамичното развитие на езика и проучването му. Това налага създаване на база за по-организирана научна дейност, в това число и формиране на институции за организиране на научната работа и създаване на кадри за осъществяване и развой на лингвистична дейност. През 1946 г. в Скопие е формиран философски факултет със специален семинар по македонски език. В работа на семинара по македонски език през 1949 г. се включват и първите специалисти по македонска филология, завършили Философския факултет. Седем години по-късно, през март 1953 г., е създаден и Институтът за македонски език „Кръсте Мисирков“. Броят на кадрите всяка година се увеличава.
С нарастването на специалистите се разгръща и научното изследване на езика. През 1950 г. катедрата и семинарът за македонски език започват издаването на месечното списание „Македонски јазик“. От 1954 г. списанието се издава от Института за македонски език „Кръсте Мисирков“, като става негов орган и започва да излиза веднъж в годината. Това се определя като важен момент в развитието на македонската лингвистика, а редакцията на списанието успява да привлече около него всички специалисти в областта. То има заслуга за развитието на езика и неговото приемане и утвърждаване. Семинарът предприема и други инициативи, свързани с издателска дейност, като още през 1950 г. започва да издава студентски дипломни работи. Институтът за македонски език също започва своята издателска дейност с издаването на стари текстове, специални издания и народни умотворения.
През 1954 г. се основава Дружеството за македонски език и литература и започва да излиза от печат неговият орган „Литературна дума“ (на македонска литературна норма: Литературен збор), който се създава с цел оказване на влияние върху езиковата практика и разпространение на книжовния език. Освен в изданията „Македонски јазик“ и „Литературен збор“ статии на езиковедски теми се публикуват и в Годишния сборник на Философския факултет, Историко-филоложкия отдел, както и в литературно-историческите списания „Нов ден“, „Съвременност“, „Прегледи“ и други.

## Различни гледни точки по въпроса за македонския език
Един често повдиган въпрос във връзка с македонския език е това, дали той е вариант на българския език или не. Въпросът има две страни – от една страна това е политически въпрос, т.е. въпрос за международното признаване на македонския език, а от друга – лингвистичен въпрос, който отразява езиковедската гледна точка.

### Политическа полемика за македонския език
Няма ясна и всеобщо призната процедура по международно политическо признаване на даден език. Политическият спор по този въпрос още се нарича езиков спор между България и Северна Македония. От друга страна, това е чисто лингвистичен въпрос, който по силата на обективни критерии се опитва да установи съществуват ли безспорни аргументи, които могат да отговорят еднозначно – македонският и българският различни езици ли са, или са варианти на един и същи език.
Пример за разминаване на лингвистичните и политическите дефиниции за езици са трите езика, които възникнаха след разпада на Югославия – сръбски, хърватски и босненски. Преди 1990 г. тези три езика не бяха различавани от славистите по цял свят, които говореха за и изучаваха един общ сърбохърватски език. Въпреки политическото съществуване на три отделни езика, славистите предпочитат да говорят за един език, който означават със съкращението БХС.
По т. нар. езиков спор между официалните власти на Република България и Република Северна Македония от северномакедонска страна се прибягва до политически аргументи и в този смисъл спорът няма развитие (виж аусбау-парадигма).
Терминът „македонски език, съгласно Конституцията на Република Македония“ е използван в заключителните изречения на съвместната декларация от 22 февруари 1999 г. на министър-председателите на Република България и тогавашната Република Македония и в Договора за приятелство, добросъседство и сътрудничество между двете страни от 14 февруари 2018 г. Изрично изразената позиция на българските държавни органи е, че тези документи „не може да се разглеждат като признание от българска страна за съществуването на т.нар. македонски език“ и „че езиковата норма, обявена за конституционен език в Република Северна Македония, е свързана с промените на езика, наложени в някогашната югославска република“.
В края на 2020 година, по повод обсъждането на начало на преговори за присъединяване на Северна Македония към Европейския съюз, българското правителство изрази позиция, че „България ще признае македонския език и македонската идентичност, ако Северна Македония признае, че исторически те произтичат от български основи.“

### Езиковедска полемика за македонския език
В лингвистиката не съществува универсален критерий, по който да се решава дали два диалекта принадлежат на един език или не. Обикновено се приема, че два диалекта принадлежат на един език, ако хората, които ги употребяват, могат да се разбират взаимно.
Македонистиката се занимава с изучаването на историята, развитието, правописа и структурните характеристики на тази езикова норма.
В началните класове в Люксембург децата изучават език, наричан понякога люксембургски език. Мнозинството от швейцарците считат швейцарския вариант на немския език за различен език спрямо стандартния немски.
Този критерий изглежда прост и ясен, но той далеч невинаги може да се приложи. Понякога употребата на термините език и диалект е политически мотивирана. Така например причините, поради които норвежкият и датският език се считат за два отделни езика, а не за варианти на един и същ език, имат политически, а не лингвистичен характер. Според лингвиста Макс Вайнрайх езикът е диалект с армия и флот.
Поради тази причина учените по света нямат единно мнение относно това дали има „македонски език“, съществуващ отделно и независимо от българския език, или става въпрос за два варианта на един и същ език. Трябва да бъде отбелязано обаче, че родството между „македонския“ и българския език (също както и родството между норвежкия и датския) не се оспорва от никого.
Македонският език е признат за отделен от Енциклопедия Британика и Езиковата енциклопедия на Кембридж, както и учени от международната общност. В същото време френската „Голяма енциклопедия на езиците“ не разглежда македонския като отделен език.
Кодифицираната норма на македонските диалекти, утвърдена през периода 1945 – 1950 г., или така нареченият македонски литературен език, се разглежда от повечето български езиковеди като трета книжовна норма на българския език, успоредна на българския книжовен език и на банатската писмена норма. Като основа за създаването на нова писмена норма е взет югозападният български а-говор.
Почти единодушно мнение сред българските учени е, че т.нар. македонски език не бива да се смята за език, отделен от българския. Във втората половина на XIX век, когато става формирането на съвременния книжовен български език, в този процес се включват активно и книжовници от Вардарска Македония и въобще от цяла Македония. Благодарение на техните усилия например съвременният книжовен български език притежава деепричастие (ходейки, пишейки, говорейки и т.н.), макар че на територията на България (включително Благоевградска област) почти няма диалекти, които да притежават деепричастие. С цел да се подчертае, че македонският език не е език, отделен от българския, често в България вместо за македонски език се говори за писмено-регионална норма на българския език в Северна Македония. В официалната българска граматика, издадена от Българската академия на науките, пише: „Писмено-регионалната норма в Северна Македония възниква по силата на политически декрет (приет в манастира „Прохор Пчински“ на 2 август 1944 г.). Тя има за основа западнобългарския а-говор, разпространен както извън границите на България, така и дълбоко в нейните предели. По своя характер тя е писмено-регионална норма на българския език, защото се изгражда на основата на български говори“. Италианският езиковед Виторе Пизани дава следното становище за новообразувания от АСНОМ македонски „език“ и писменост след влизането на тези земи в рамките на СФР Югославия:
| „ | The Macedonian language is actually an artifact produced for primarily political reasons (Македонският език всъщност представлява артефакт, произведен основно по политически причини). | “ |

В продължение на десетилетия контактите и културният обмен между България и Северна Македония са били ограничени. Още в края на XX век обаче контактите от всякакъв характер между населението на двете страни стават все по-активни. Въпросът как тези усилени контакти ще се отразят на бъдещото развитие на северномакедонската езикова норма не е бил подлаган на сериозен научен анализ. Обаче е имало редица случаи българи, посетили Северна Македония, да бъдат бъркани с македонци от местните жители заради говорения от тях език.
Битува и противоположно мнение. Според поета Румен Леонидов съдбата на българи и северномакедонци „вече е различна“. „Белетристиката и особено поезията на македонските писатели е в значителна степен непонятна.“ „Изкуствено създаден или неизкуствено, македонският език живее, расте и се обогатява отделно от нашия книжовен език.“ Необходимо е „да се преодолеят емоциите и да се приемат фактите спокойно“. Езиковедът Благой Шклифов твърди, че създаването на македонската книжовна норма е било улеснено от кодификацията на новобългарския език след Освобождението, изцяло на основата на източнобългарските говори. Той предлага като решение в книжовния език да бъдат възприети част от изразите, използвани в македонската норма – равноправно като в случая с думата за крак – „нога“, или в замяна – за замяна на чуждици. Историкът Коста Църнушанов от своя страна посочва силната роля, която са изиграли включените в македонската норма сърбизми в различни сфери с цел максималното ѝ отдалечаване от книжовния български и максималното ѝ приближаване – с перспектива за поглъщане към сръбския – и вижда като основно решение десърбизацията на първата.
Засилващите се политически и икономически връзки между Република България и Република Северна Македония налагат все по-честа размяна на документи. Комуникациите обаче са затруднени по следните причини: от 1912 г. в училищата във Вардарска Македония (с изключение на периодите 1915 – 1918 и 1941 – 1944) не се изучава български език: до 1941 г. преподаването е на сръбски, а от 1945 г. – на македонска литературна норма; терминологията в научно-техническата, икономическата и юридическата област е до голяма степен различна в македонски и български, поради което сложните текстове се налага да се адаптират и Северна Македония е единствената съседна на България държава, където не може да се изучава книжовен български в университетите или на частни курсове. Не съществуват обаче пълни българо-македонски и македонско-български речници.
Според един от създателите му, Блаже Конески, македонският книжовен език е изграден на народна основа. В своята „Граматика на македонския книжовен език“ (1952, 1954, 1967) той посочва, че в основата му са залегнали централните македонски говори – в районите на Прилеп, Тиквеш и Велес. В същата книга Конески разглежда историческото развитие на македонския език, като търси корените му още в езика на Кирил и Методий с твърдението, че той бил изграден на базата на солунския македонски диалект, без да посочва основните му черти (вижте: старобългарски език). За преписите на Кирило-методиевите преводи, правени в Македония, Конески в своя труд твърди, че са на македонски, като се позовава на известни имена в славистиката: Степан Кулбакин, Ватрослав Ягич, Андре Вайан и др., които говорят за стари македонски диалекти и книжовни паметници. Той се позовава преди всичко на една класификация на Кулбакин от 1923 г., в която „той отделя македонските текстове преди всичко по замяната ъ>о (сон)“.
За книжовните паметници от Северна Македония от XIV век Конески признава, че „се засилва влиянието на сръбската редакция на старобългарския език. Причината за това била преди всичко присъединяването на македонските краища към тогавашната сръбска държава (има се предвид т.нар. „рашки правопис“ по времето на Стефан Милутин, Стефан Дечански, Стефан Душан и Стефан Урош, но и за него е спорно доколко е „сръбски“).“ Този факт е показателен и за цялото бъдещо развитие на писмеността и езика в Северна Македония, преминало според редица филолози под знака и на сръбското езиково влияние. Сръбската редакция, пише Конески „надделява у нас чак до XVIII век и служи като езикова основа“ на редица книжовни паметници. Той обаче твърди, че „същевременно се наблюдават и видими следи от особеностите на македонската писменост от Средновековието. Нерядко се среща употреба на ъ (освен ь)... характерни за по-ранната славянска писменост у нас“ (!)
Появата на съвременния македонски език Блаже Конески търси в периода XVIII-XIX век, като в увода си към „Граматиката“ дава примери от редица документи, писани на македонски диалекти. Конески обаче не посочва никъде как е наричан тогава езикът, който за него е македонски, в редицата запазени речници от този период, напр., заглавието на цитираната от него „Книга за научение трих язиков славяноболгарский и греческия и карамалицкой“ (1841) от Теодосий Синаитски е дадено само в първата си част (Книга за научение трих язиков) и славяноболгарский не се споменава.
Конески обосновава неизбежността на появата на македонския книжовен език по следния начин: „Нашите хора, изхождайки съвсем ясно от известния опит, който имат, се боят от налагането на българските търговци на македонските пазари“ („Граматика...“, „Увод“, „Македонският езиков въпрос през 19 век“).
Преди Втората световна война книга, написана на македонски диалект, издава през 1938 г. Венко Марковски; няколко години по-късно книги на македонски диалект публикуват и Васил Ильоски, Ристо Кърле, Кочо Рацин, Коле Неделковски и др.

## Характерни особености
1. В графичната система се налага вариант на кирилска азбука, който е много близък до сръбската азбука, най-вече с буквите за меките съгласни љ и њ и буквите ј и џ. Освен това по аналогия на сръбските букви ђ и ћ се въвеждат ѓ и ќ. За звука дз също се въвежда отделна буква (ѕ). Обаче за звука ъ се използва само апостроф.
2. Правописната система е умерено фонетична, а не морфологична, по образец на сръбския правопис.
3. Фонетичната система е изградена на базата на централните македонски говори, в които редукцията е много по-рядко явление, отколкото в по-източни говори, ъ преминава в о (бочва, вошка), голямата носовка (Ѫ) преминава в а (пат, заб, маж), а ят (Ѣ) преминава в е (леб, млеко), ударението е пропарокситона (на третата сричка от края на думата), включително и в рамките на именните групи: целó-лето, голéм-празник и т.н.
4. Морфологичната система има елементи, които са общи за македонските и родопските, както и за част от торлашките говори – при членните форми освен общата определеност съществува и „пространствен нюанс“, т.е. близки и отдалечени предмети: книгата (изобщо), но и книгава (тази книга тук) и книгана (онази книга там); сложни глаголни форми със спомагателен глагол имам: имам земено, имам видено и т.н.
5. Лексиката на македонския книжовен език е изградена, като са използвани няколко различни подхода:
  - запазени са редица думи, общи за диалектите в България и Северна Македония;
  - от диалектите се налагат специфични думи, различни от български (а и от сръбски): настан (събитие, ср. догађај), бран (вълнá, талаз; ср. талас), бара (търси, ср. тражи, захтева) и т.н.;
  - правят се калки (преводи) на сръбски думи: барање (ср. захтев), побарувачка (ср. потражња), „печатач“ (ср. „штампач“) и т.н.;
  - голяма част от терминологията в различни сфери е директно заета от сръбски: одбор (комитет), реченица (изречение), производ (изделие, продукт), допис (писмо), безбедност (безопасност, сигурност) и мн. др.

## Съвременно състояние
След разпадането на Югославия и установяването на Северна Македония като независима държава, върху македонския книжовен език започват да оказват влияние различни фактори:
1. Широко използване на латински думи за заместване на сръбски: афирмира, дефинитивно, дестинација и т.н. Но въпреки това често филми и телевизионни сериали, закупени от трети страни, се наричат в Северна Македония със сръбското им име: примерно сериалът Узурпаторката е излъчен под наложеното му в Сърбия име „Злобница“, Пепел от Рози-„Изгубена чест“, Любов под наем-"Вљубениот ерген" (превод на сръбското име „Заљубљени нежења“) и други.
2. Оспорват се заслугите на Блаже Конески като кодификатор на македонския книжовен език (Стоян Киселиновски, „Кодификација на македонскиот литературен јазик Архив на оригинала от 2007-09-27 в Wayback Machine.“).
3. Все по-интензивно общуване на говорещите северномакедонската книжовна норма с говорещите книжовен български, което води до колебание при употребата и на двете езикови норми. (Като пример за колебание на българската книжовна норма може да се даде преводът на романа „Подковица на смъртта и надеждата“ на Миле Неделковски. Като пример за колебание на северномакедонската книжовна форма може да се даде скандалът с Киро Глигоров за правилната употреба на фразата „разбира се“ – „се разбира“.)

Редица езиковеди в Северна Македония отбелязват с тревога факта, че в ежедневието си жителите на страната използват предимно местните диалекти, а не книжовната норма. Типичен пример за това е популярното северномакедонско комедийно предаване К-15, като на критиките режисьорът Бранко Огняновски отговаря, че книжовен език се говори само в северномакедонския парламент.

### Граматика
- Провопис на македонскиот јазик – 2017
- Македонски правопис со правописен речник, Блаже Конески и Крум Тошев Архив на оригинала от 2011-09-24 в Wayback Machine. – 1950
- Македонска граматика, Круме Кепески Архив на оригинала от 2011-09-24 в Wayback Machine. – 1946
- Македонски правопис 1945 Архив на оригинала от 2018-07-12 в Wayback Machine.

### Други
- За историята на писмената норма в СР Македония – Официална позиция на БАН
- Румен Леонидов Да заровим езиковия проблем Архив на оригинала от 2004-08-18 в Wayback Machine.
- Природата на македонския стандартен език Архив на оригинала от 2016-03-09 в Wayback Machine., Младен Сърбиновски
- Ревизия на езика и историята в Македония Архив на оригинала от 2006-06-27 в Wayback Machine., Кристиан Фос
- James F. Clarke, Macedonia from S. S. Cyril and Methodius to Horace Lunt and Blazhe Koneski: Language and Nationality
- Църнушанов, Коста. Сърбизиране на македонския казионен „литературен език“. Част първа //  Македонски преглед XIV (1).   1991.
- Църнушанов, Коста. Сърбизиране на македонския казионен „литературен език“. Част втора //  Македонски преглед XIV (2).   1991.
- Ив. Кочев и Ив. Александров, Документи за съчиняването на македонския книжовен език
- И. И. Калиганов, "Размышления о македонском „срезе“ палеоболгаристики"
- За македонцките работи – Няколко думи за македонския литературен език – Мисирков – 1903
- Откога има български език? Македонският език ли е или диалект